# Dalhunden
Dalhunden je francouzská obec v departementu Bas-Rhin v regionu Grand Est. V roce 2013 zde žilo 1 010 obyvatel.

## Poloha
Obec leží u hranic Francie s Německem. Sousední obce jsou: Drusenheim, Fort-Louis, Rheinmünster (Německo), Sessenheim a Stattmatten.

## Vývoj počtu obyvatel
Počet obyvatel